# Sankt Laurentius Kirkeruin
Sankt Laurentius Kirkeruin ligger på/under Stændertorvet i Roskilde. Tårnet fungerer i dag som rådhustårn.

## Historie
Skt. Laurentius kirke blev opført omkring år 1100. I 1531 valgte man at rive kirken ned, da man øjnede muligheden for at etablere et centralt beliggende torv. Tårnet blev skånet, så klokken fortsat kunne bruges til at styre dagligdagen. I dag markerer fliserne på Stændertorvet omridset af den gamle kirke, hvor kirkeruinen stadigvæk er at finde nedenunder. I kælderen er indrettet et lille museum med genstande fundet under udgravning i 1998.